# إدوارد لازير
إدوارد لازير (بالإنجليزية: Edward Lazear) (و. 1948 – م) هو عالم اقتصاد من الولايات المتحدة الأمريكية ولد في مدينة نيويورك.

## التعليم
تعلم في جامعة كاليفورنيا، لوس أنجلوس، وجامعة هارفارد.

## مناصب وهيئات
أدار جامعة شيكاغو.